# (3163) Randi
(3163) Randi ist ein Asteroid des Hauptgürtels, der am 28. August 1981 vom US-amerikanischen Astronomen Charles Thomas Kowal am Palomar-Observatorium in Kalifornien entdeckt wurde.
Er wurde nach dem Bühnenzauberer und Skeptics Society-Mitglied James Randi benannt.